# Paradoxostoma amygdaloides
Paradoxostoma amygdaloides is een mosselkreeftjessoort uit de familie van de Paradoxostomatidae. De wetenschappelijke naam van de soort is voor het eerst geldig gepubliceerd in 1870 door Brady.